# Elonus hesperus
Elonus hesperus är en skalbaggsart som beskrevs av Werner 1990. Elonus hesperus ingår i släktet Elonus och familjen ögonbaggar. Inga underarter finns listade i Catalogue of Life.